# Brassolaeliocattleya
Brassolaeliocattleya, abreujat com Blc. en el comerç d'orquídies, és el nom d'una sèrie d'híbrids intergenèrics d'orquídies que continguin com a mínim una espècie antecessora de cadascun dels tres gèneres Brassavola R.Br, Cattleya Lindl. i Laelia Lindl., i de cap altre gènere. Es fan servir com planta d'interior.